# Gerboise verte
Pour les articles homonymes, voir Gerboise.
Gerboise verte est le nom de code d'un essai nucléaire français atmosphérique tiré le 25 avril 1961 à Reggane, en Algérie. Il s'agit du 4e essai nucléaire français, après Gerboise bleue, Gerboise blanche et Gerboise rouge.

## Historique
Gerboise verte fut tirée au point 26° 19′ 18″ N, 0° 04′ 24″ O.
Le gouvernement français ordonna précipitamment la détonation de Gerboise verte le 25 avril 1961 à la suite immédiate du putsch des généraux (ou « putsch d'Alger », 23 avril 1961), afin que l'engin nucléaire ne puisse tomber dans les mains des généraux putschistes. Yves Rocard raconte que les précautions météorologiques n'ont pas été prises, si bien que la bombe a été tirée dans une tempête de sable dont l'opacité masqua jusqu'à la lueur de l'explosion,.
Une légende urbaine veut que la bombe fut acheminée d'un entrepôt du port d'Alger vers Reggane en 2 CV (1 500 km de piste). D'après les témoins,, seule la charge de plutonium a voyagé en 2 CV entre Reggane et la tour d'Hamoudia (50 km) la nuit précédant le tir.
D'un point de vue technique, Gerboise verte fut un échec. Installé sur une tour de 50 mètres, l'engin était prévu pour dégager une puissance estimée entre 10 et 15 kilotonnes et elle ne fut que d'environ 0,7 kilotonne du fait des conditions climatiques torrides le jour de l'essai.
À l'occasion de cet essai, deux exercices baptisé « Garigliano » (offensif) et « Bir Hakeim » (défensif) devait permettre de voir comment des fantassins et des blindés pouvaient se protéger puis opérer après l'explosion ainsi que d'évaluer les capacités de manoeuvre d'unités militaires soumises aux contraintes du port de tenues de protection vis-à-vis de la contamination, et des appelés du contingent ont joué le rôle de cobayes. Peu après le tir, ils ont été envoyés en zone contaminée, s'abriter dans des trous d'hommes à 800 mètres du point d'impact ou dans des camions 4 × 4.
D'après le Ministère de la défense : « Les doses reçues par les participants à ces manœuvres ont été faibles, bien en deçà des limites annuelles de 50 millisieverts (mSv) en vigueur à l'époque : pour les équipages d'hélicoptères qui guidaient les troupes au sol, elles étaient comprises entre 1 et 5 mSv ; pour les équipages des blindés, elles étaient de l'ordre de 0,5 mSv, à l'exception d'une personne ayant reçu une dose de 10 mSv ; pour les fantassins, elles étaient d'environ 2 mSv, soit le vingt-cinquième des limites annuelles réglementaires de l'époque pour les professionnels et le dixième de la valeur limite actuelle. À aucun moment, le commandement n'a fait courir un risque sanitaire à ses troupes, que ce soit au moment du tir ou lors des manœuvres après tir ».
Pierre Messmer justifiera les manœuvres militaires en disant : « Les États-Unis avaient réalisé plusieurs expériences comme celle-là, mais ils refusaient de nous en communiquer les résultats ».

## Culture populaire
Le romancier Christophe Bataille publie en janvier 2015 un récit fondé sur cet essai nucléaire : L'Expérience (Grasset).
L'événement est représenté dans l'épisode 6 de la saison 2 de la série Au service de la France.
C'est le sujet du court métrage L'Aventure atomique réalisé par Loïc Barché en 2019.
Gerboise verte est également abordée dans le premier roman de Thomas Cantaloube, Requiem pour une république (2019).